# American History X
American History X és una pel·lícula estatunidenca dirigida per Tony Kaye, estrenada el 1998 i doblada al català.

## Argument
Danniel està castigat a fer un treball de reflexió sobre el seu germà Derek, qui acaba de sortir de la presó després de cometre un doble assassinat. Per imitar-lo, ja que l'admira, s'ha ficat en grups neonazi i bandes de carrer.
El Derek a la presó ha patit molt i ha conegut un negre que li ha salvat la vida en protegir-lo d'altres reclusos i per això quan comença la condicional vol salvar el seu germà i reconciliar-se amb la seva família, trencada per la violència. Li explica les seves vivències perquè el Danniel aprengui dels seus errors.
Junts decideixen abandonar els grups neonazis i la ideologia associada però justament quan va a entregar el treball, el Danniel és assaltat al bany de l'institut per un antic rival i mor a trets.

## Muntatge
La pel·lícula va tenir grans problemes al muntatge. En efecte, aquest va enfrontar el realitzador Tony Kaye amb el director de l'estudi New Line, Michael Luca. Els dos homes no es van entendre i una primera versió de la pel·lícula va ser retornada al muntatge per a una nova versió. Tony Kaye no es va beneficiar del dret al muntatge final i va ser Edward Norton que va ser enviat pels productors per assegurar una versió més propera al guió inicial. Tony Kaye va expressar el seu descontentament a la premsa. Després de diverses setmanes de conflicte, es va trobar una entesa i la pel·lícula es va estrenar finalment el 1998.

## Repartiment
- Edward Norton: Derek Vinyard
- Edward Furlong: Danniel Vinyard, germà de Derek
- Beverly D'Angelo: Doris Vinyard
- Avery Brooks: Prof Bob Sweeney
- Jennifer Lien: Davina Vinyard
- Ethan Suplee: Seth Ryan
- Stacy Keach: Cameron Alexander
- Fairuza Balk: Stacey
- Elliott Gould: Murray
- Guy Torry: Lamont
- William Russ: Dennis Vinyard
- Joseph Cortese: Rasmussen
- Jason Bose Smith: Henry
- Antonio David Lyons: Lawrence
- Alex Sol: Mitch McCormick
- Michelle Christine White: Lizzy
- Tara Blanchard: Ally
- Anne Lambton: Cassandra

## Premis i nominacions
Nominacions
- 1999: Oscar al millor actor per Edward Norton